# Cô gái la chú mèo

Hình meme gốc.

Cô gái la chú mèo (tiếng Anh: Woman Yelling at a Cat) là meme Internet bắt nguồn từ một bài đăng trên Twitter của người dùng @MISSINGEGIRL vào ngày 1 tháng 5 năm 2019. Meme là hai bức ảnh được ghép cạnh nhau: bên trái là ảnh chụp màn hinh của tập phim "Malibu Beach Party From Hell" trong loạt chương trình truyền hình thực tế The Real Housewives of Beverly Hills, trong đó mô tả diễn viên Taylor Armstrong khóc và chỉ tay vào người đối diện (người giữ lại cô là Kyle Richards) và một hình ảnh đăng tải lần đầu trên Tumblr vào tháng 6 năm 2018, cho thấy một chú mèo đến từ Ottawa, Ontario có tên Smudge ngồi trên bàn ăn với một đĩa salad, thể hiện khuôn mặt có vẻ hằn học hoặc bối rối.

## Sử dụng

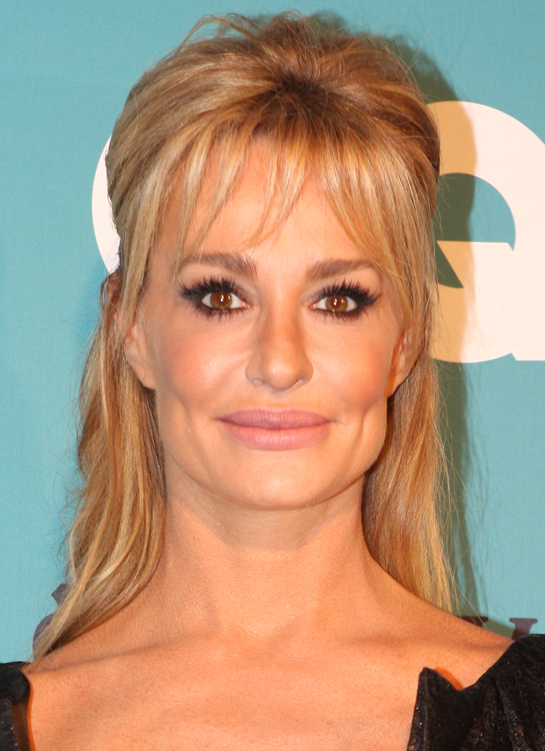
Taylor Armstrong vào 2012. Hình ảnh của cô trong chương trình The Real Housewives of Beverly Hills được dùng làm bức hình bên trái của meme.

Hình bên trái meme là ảnh chụp màn hình từ tập "Malibu Beach Party From Hell" trong mùa hai của loạt chương trình truyền hình thực tế The Real Housewives of Beverly Hills (2010–nay); trong đó tập phim ghi lại không khí trong một bữa tiệc bãi biển trở nên xấu đi khi hai bà nội trợ Taylor Armstrong và Camille Grammer xảy ra tranh cãi vì Grammar đồn thổi với các bà nội trợ khác về mối quan hệ của Armstrong với chồng cũ của cô là Russell, người đã chết vì tự tử sau khi cô đâm đơn ly hôn ra tòa và cáo buộc bị anh lạm dụng về tinh thần lẫn thể xác. Armstrong đã la khóc và chỉ tay vào đối phương trong khi Kyle Richards giữ lại; khung cảnh này sau đó được tờ Daily Mail chụp lại và trở thành một hiện tượng lan truyền sau khi tập chương trình phát sóng. Armstrong trong một tweet đăng tháng 10 năm 2019 cho biết hiện cô làm việc ở ngôi nhà tạm trú cho những người phụ nữ bị bạo hành, cũng như nói rằng cô đang có một cuộc hôn nhân lành mạnh và hạnh phúc.
Hình ảnh ở bên phải meme là của một con mèo đến từ Ottawa có tên Smudge, chủ là Miranda Stillabower nuôi từ năm 2015. Theo Stillabower, chú mèo thường có thái độ khó chịu với những vị khách lạ đến thăm nhà và không thích việc không có chỗ ngồi trên ghế của bàn ăn trong bữa tối cùng những người thân xung quanh chú. Tại một bữa tối vào năm 2018, khi một vị khách rời khỏi ghế của mình với một đĩa salad trên bàn, chú mèo đã nhanh chóng chiếm lấy cái ghế và biểu hiện một cảm xúc dường như là hằn học hoặc bối rối. Giống như những người khác đăng các bức hình về vật nuôi của họ lên Tumblr, Stillabower đã chụp lại được khoảng khắc này và đăng nó lên trang web vào tháng 6 cùng năm. Mặc dù Stillabower không mong đợi bài đăng này sẽ trở nên nổi tiếng, bức ảnh chụp lại Smudge đã đạt được 50.300 lượt note và repost trong vòng một năm. Tác giả Paige Leskin của Business Insider đoán rằng lý do cho sự nổi tiếng này có thể là vì dòng chú thích ảnh của bài đăng gốc, viết rằng chú mèo không thích salad.

## Phổ biến
Meme lần đầu tiên xuất hiện trong một bài đăng Twitter của tài khoản @MISSINGEGIRL vào ngày 1 tháng 5 năm 2019, với chú thích nguyên văn là "These photos together is making me lose it." Chỉ trong hơn ba tháng, bài đăng này đã được retweet hơn 78.000 lần và thu về hơn 275.000 lượt thích. Mặc dù những người dùng Twitter khác đã sao chép lại meme với các dòng chú thích khác nhau, điều khiến meme trở nên nổi tiếng lại đến từ một bài đăng trên Reddit vào ngày 2 tháng 6 của tài khoản PerpetualWinter nhằm châm biếm những người hâm mộ đội bóng rổ New York Knicks.
Một số nhà báo, cũng như chủ nuôi Stillabower, cho rằng sự phổ biến của meme "Cô gái la chú mèo" là do nó có thể được sử dụng một cách linh hoạt; từ những chủ đề liên quan đến tình huống xảy ra thường ngày đến các cuộc tranh luận chẳng hạn như bạo lực trong trò chơi điện tử và cách phát âm từ. Đôi khi, meme cũng được ghép kèm với meme khác hoặc những nhân vật xuất hiện trong meme được thay thế bằng nhân vật khác.
Meme còn được thể hiện thông qua các định dạng khác, chẳng hạn như trang phục Halloween (một trong số đó đã được Armstrong trả lời trên Twitter) hay biểu ngữ tại một sự kiện vào tháng 9 năm 2019 ở Guatemala nhằm biểu tình cách làm việc của Công ty khai thác San Rafael. Một bản tái tạo lại meme thông qua chế độ mod của The Sims 4 đã được tải lên Reddit bởi tài khoản SimplySimmer19 vào tháng 4 năm 2020, thu về hơn 42.000 lượt upvote trong tháng đó. Hơn một năm sau sự phổ biến ban đầu của meme, Bruce Sterling đã biến tấu lại meme theo những phong cách nghệ thuật độc đáo của một số thời đại khác nhau; họa sĩ Ocher Jelly cũng phục dựng lại meme "Cô gái la chú mèo" theo phong cách khối Lego và có hơn 1.000 lượt thích tính đến tháng 7 năm 2022.
Meme đã biến Smudge thành nhân vật nổi tiếng trên Internet. Một trang web chính thức bán quần áo, cốc cà phê và các hàng hóa khác dựa trên hình ảnh của chú mèo đã được tạo ra; tài khoản Instagram của chú cũng có 1,4 triệu người theo dõi cùng một nhóm Facebook "Smudgeposting" sở hữu hơn 23.000 thành viên đều tính đến tháng 12 năm 2019.
Nội dung trên Instagram của Smudge bao gồm nhiều bài đăng khác nhau, chẳng hạn như ảnh chụp chú có biểu cảm giống như trong meme đối với các loại thực phẩm khác như nachos. Số tiền bán áo phông sau đó được chủ nuôi của Smudge sử dụng làm tiền quyên góp cho tổ chức phi lợi nhuận giải cứu mèo Furry Tails. Trên Instagram, nhiều người nổi tiếng như vận động viên chính của NFL Bruce Davis và đô vật WWE John Cena đã đăng các bức ảnh về Smudge cũng như việc họ mặc áo sơ mi của chú mèo; rapper Snoop Dogg sau đó còn kết bạn với chú.
Meme đã được sử dụng bởi một số cá nhân và tổ chức đáng chú ý. Stefon Diggs của NFL đăng ảnh một chiếc giày đinh của mình có hình của meme trên đó. Cơ quan Lưu trữ và Thư viện Quốc gia Canada cũng dùng meme trong một bài đăng trên Facebook để giải thích cho lý do vì sao nhân viên của họ đôi khi xử lý sách hiếm bằng tay không.
"Cô gái la chú mèo" được coi là một trong những meme hay nhất của năm 2019 và cả thập niên 2010. Chú mèo Smudge cũng đứng đầu danh sách những con mèo trên Internet nổi tiếng nhất mọi thời đại vào năm 2020 của tạp chí Time. "Cô gái la chú mèo" đã giành được giải Meme của năm tại Lễ trao giải Shorty Awards lần thứ 12 và được trao cho Armstrong cùng Smudge vào ngày 3 tháng 5 năm 2020.

## Bình luận
Tờ The Daily Dot đã lấy "Cô gái la chú mèo" như là một ví dụ về tác động của loạt chương trình nhượng quyền The Real Housewives lên văn hóa đại chúng. Bài viết của Business Insider cũng lấy meme để chứng minh cho quan điểm về cách các phương tiện truyền thông từng phát hành trước đó có được một cuộc sống thứ hai trên Internet.